# 中央研究院天文及天文物理研究所
中央研究院天文及天文物理研究所（英語：Institute of Astronomy and Astrophysics, Academia Sinica，縮寫為 ASIAA）是中央研究院的研究單位，前身是中央研究院在南京時期的天文研究所。該研究所現位於國立臺灣大學的天文數學館。

## 歷史
中央研究院於1928年成立於南京時即已經成立天文研究所，首任所長是高魯。中央研究院遷往台灣時天文研究所並未隨之遷往台灣。
1992年時，中央研究院評議會通過中央研究院院士林家翹的建議，決議成立天文及天文物理研究所。1993年正式成立天文及天文物理研究所籌備處；2010年6月1日改制成為正式研究所。
中央研究院天文及天文物理研究所現位於台北市國立台灣大學總校區內的天文數學館內，並在美國夏威夷設有辦事處。2004年曾在國立清華大學校內設高等理論天文物理研究中心，後遷離。

## 歷任首長
| 任次       | 姓名       | 任期                |
| 籌備處主任 | 籌備處主任 | 籌備處主任          |
| ---------- | ---------- | ------------------- |
|            | 李太楓     | 1993年-1994年       |
|            | 袁旂       | 1994年-1996年       |
|            | 魯國鏞     | 1997年-2002年8月    |
| 代理       | 賀曾樸     | 2002年9月-2003年8月 |
|            | 郭新       | 2003年9月-2005年8月 |
|            | 賀曾樸     | 2005年9月-2010年5月 |
| 所長       |            |                     |
|            | 賀曾樸     | 2010年6月-2014年8月 |
|            | 朱有花     | 2014年9月-2020年8月 |
| 代理       | 王祥宇     | 2020年9月-2021年8月 |
|            | 彭威禮     | 2021年9月-          |

## 外部連結
- 官方网站
- 高等理論天文物理研究中心
- 中央研究院天文及天文物理研究所的Facebook專頁
- 天聞季報文獻庫 （页面存档备份，存于）
- YouTube上的天文趣趣問（新）頻道
- YouTube上的天文趣趣問（原）頻道